# Die Verlobten (Miniserie)
Die Verlobten (Originaltitel: I promessi sposi) ist ein für das Fernsehen produzierter italienischer Film des Regisseurs Salvatore Nocita aus dem Jahr 1989. Im Original hat er fünf Teile und wurde von der italienischen Fernsehanstalt RAI produziert. Die Handlung beruht auf dem Roman Die Verlobten des italienischen Schriftstellers Alessandro Manzoni.

## Handlung
Im Italien des 17. Jahrhunderts in der Gegend des Comer Sees wollen der Seidenspinner Renzo und die Bauerstochter Lucia heiraten. Doch der Pfarrer weigert sich, die die beiden zu trauen, da der Lehnsherr Don Rodrigo ein Auge auf die schöne Lucia geworfen hat.

## Hintergrund
- Die Produktion kostete 20 Milliarden Italienische Lira.
- An der Produktion wirkten 248 Schauspieler sowie 10.000 Komparsen mit.
- Insgesamt wurden 2.000 Kostüme angefertigt.

## Deutsche Ausstrahlung
Die Serie wurde in Deutschland zuerst von der ARD zwischen April und Juni 1992 gezeigt. Dabei wurde sie jedoch nicht wie im Original in fünf Teilen, sondern programmgerecht in acht Teilen ausgestrahlt. Bei einer Wiederholung im BR 1996 wurden vier Folgen mit jeweils einer Länge von 90 Minuten ausgestrahlt.
Folgende Titel trugen die Folgen in Deutschland:
- 1. Renzo und Lucia
- 2. Don Rodrigo/Die Verschwörung
- 3. Der Brotstreit/Getrennte Wege
- 4. Die Nonne von Monza/Die Landsknechte und die Pest
- 5. Der Namenlose
- 6. Der Kardinal
- 7. Die Landsknechte und die Pest
- 8. Die Vorsehung